# Guardian (groupe)
Guardian est un groupe américain de hard rock et de metal. Fondé en 1982, le groupe a sorti sept albums studio, trois albums supplémentaires en espagnol et a fait de nombreuses tournées dans le monde entier. Il existe également de nombreuses compilations, des enregistrements live et des bootlegs disponibles.

## Historique

### Les débuts
Le groupe a été fondé en 1982 sous le nom de Fusion, par le chanteur, compositeur et guitariste Paul Cawley et le bassiste David Bach. La composition originale du groupe comprenait le batteur Steve Martinez et le guitariste Gene Thurston. Le groupe s'est distingué sur la scène musicale metal de Los Angeles en plein essor grâce à ses tenues futuristes anticonformistes, dont le concept s'inspire du passage biblique Ep 6 pour «revêtir l'armure complète de Dieu». 
Les changements de membre en 1984 inclus le batteur Rikk Hart et le guitariste James Isham. À la fin de 1984, Isham a quitté, et le trio de Cawley, Bach & Hart a enregistré un EP de six airs Cawley-écrits appelés Rock In Victory. Au début de 1985, le groupe expérimente quelques textures pop et est rejoint temporairement par le claviériste Brent Jeffers et le chanteur Pat Dewey, qui quitte peu après pour former un groupe appelé The Deacons. Après beaucoup de recherches, Cawley, Bach et Hart ont recruté le guitariste David Caro. Caro est arrivé juste à temps pour l'un des premiers changements dans la trajectoire du groupe.
Le groupe réussit à conclure un contrat avec Enigma Records en 1985, après que Eric Blair qui travaillait pour le groupe Stryper, ami de Hart, ait présenté l'EP de Rock in Victory au président d'Enigma Records, Wesley Hein. Quand ils ont découvert qu'il y avait un groupe espagnol qui s'appelait Fusion, ils ont changé le nom du groupe en Gardian - intentionnellement mal orthographié pour avoir 7 lettres. Au début de 1986, Caro quitte le groupe et est remplacé par le guitariste Tony Palacios. Avec Palacios, il est apparu un EP pirate, le Voyager en 1987, qui n'était en réalité que des démos de pré-production enregistrées dans l'arrière-boutique d'un magasin de musique du comté d'Orange.
En 1988, le groupe a abandonné l'espace et a ajouté « U » à leur nom, tout en continuant à tourner à travers la Californie et à enregistrer des démos pour leur label. En 1989, Enigma / Capitol sort enfin son premier album officiel, First Watch, produit par Oz Fox de Stryper. Cette sortie a présenté un son de métal mélodique dans la même veine que Stryper ou Van Halen et a été suivie par de nombreuses tournées à travers les États-Unis et le Japon. Rikk Hart Jason Souza pour la tournée japonaise. John Alderete et John Corabi pour la composition originale de The Scream et a été remplacé par Karl Ney. 
Au début de 1990, le membre fondateur Cawley a quitté le groupe.

## Membres

### Actuel
- David Bach - Basse  (1982 – aujourd'hui)
- Tony Palacios - Guitare (1986 – aujourd'hui)
- Jamie Rowe - Chant (1990 – aujourd'hui)
- Karl Ney - Batterie (1990 – aujourd'hui)
- Jamey Perrenot - Guitare (2008 – aujourd'hui)

### Anciens
- Paul Cawley - Chant, Guitare (1982–1990)
- Gene Thurston - Guitare (1983–1983)
- David Caro - Guitare(1985–1986)
- James Isham - Guitare (1983–1984)
- Steve Martinez - Batterie (1982–1983)
- Rikk Hart - Batterie (1984–1989)
- Brent Jeffers - keyboards (1985–1985)
- Pat Dewey - Chant (1985–1985)
- Jason Souza - Batterie (1989–1989)
- Brent Denny - Basse (1998-2000)

### Musicien de tournée
- Tracie Ferrie - Basse
- Pete Orta - Guitare